# Cynric

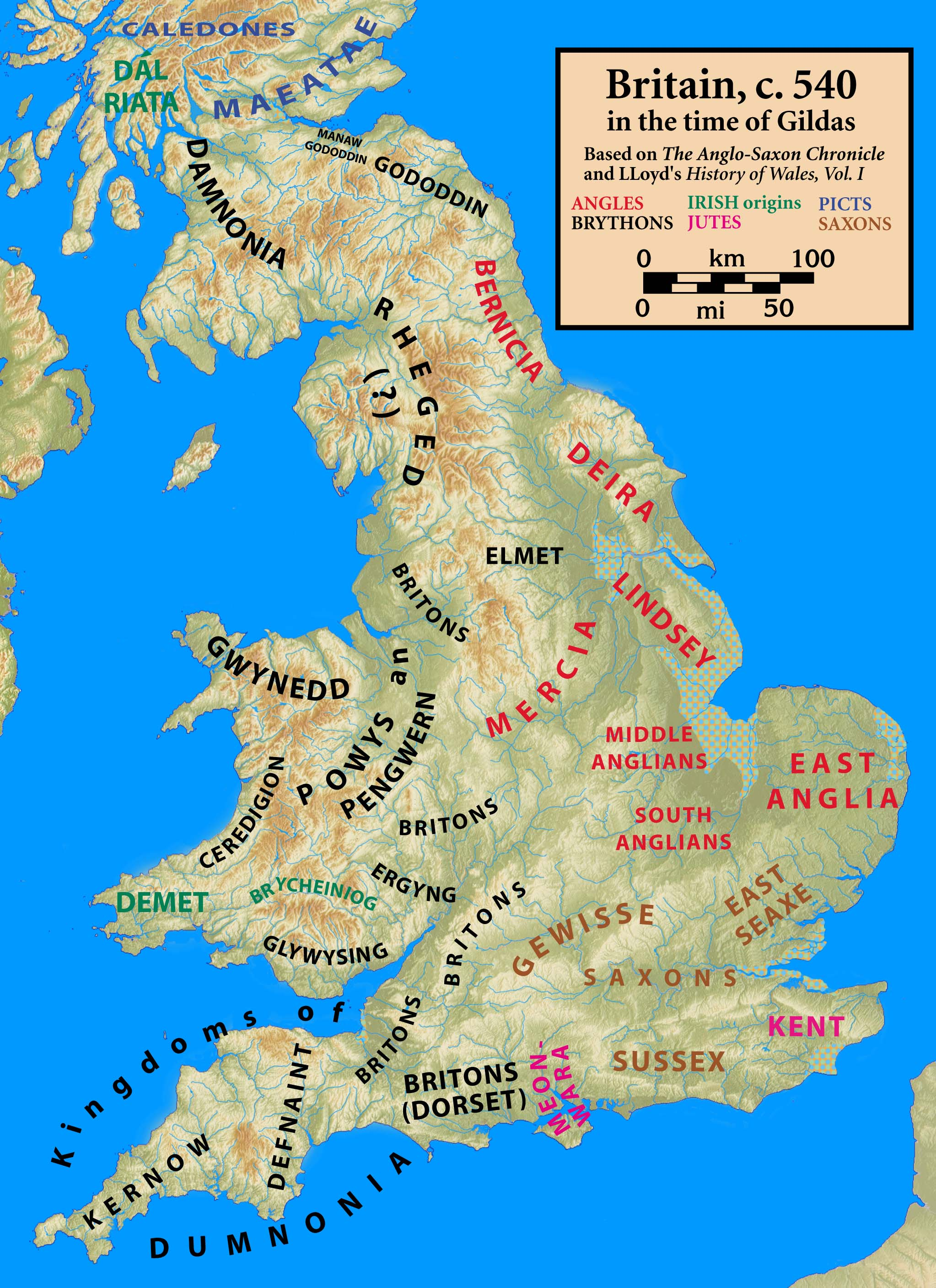
Británie kolem roku 540

Cynric († asi roku 560) byl anglosaský král Wessexu z rodu Cerdikovců (od roku 534.
Vše, o co je tomto králi známo, pochází z Anglosaské kroniky. Zde je uvedeno, že byl synem krále Cerdika, který je považován za zakladatele království Wessex. Nicméně ale Západosaský genealogický královský seznam, jehož kopie tvoří předmluvu některých rukopisů Anglosaské kroniky, místo toho uvádí, že Cynric byl synem Cerdikova syna Creody. Podobně patrilineární genealogie wessexského krále Alfréda Velikého uvedená v jeho životopisu Vita Alfredi sepsaném sherbornským biskupem Asserem obsahuje jméno Creoda, zatímco ve stejném díle výčet králových předků z matčiny strany nazývá Cynrika synem Cerdikovým.

## Původ a rodina
Podle Anglosaské kroniky pochází Cynric z královského rodu Wessexu a je považován za syna Cerdika nebo Creody. Podle souboru anglosaských královských rodokmenů Genealogiæ regum Anglorum byl Cynric synem jinak neznámého Creody, jehož linie mytických předků sahá přes Cerdika, Aluku, Giwise, Branda, Bældæga, Wodena až po Frealafinga. Autor životopisu krále Alfréda Vita Alfredi, biskup Asser, vkložil ještě Frithowalda mezi Wodena a Frealafinga a prodloužil rodokmen zpět až po Adama a Evu.
Podle Anglosaské kroniky jeho synové byli: Ceawlin, Cutha, Ceolwulf a Celm.

## Podrobení země
Anglosaská kronika popisuje, jak Cerdic a Cynric přistáli s pěti loděmi u Cerdicesory v oblasti kolem Southamptonu roku 495 a se svými lidmi se usadili na pobřeží. V roce 508 zvítězili u Natanleaga (moderní Netley Marsh v hrabství Hampshire) nad britonským králem Natanleodem. Roku 514 přistáli Cerdikovy a Cynrikovy příbuzní (nefum: „synovec“, často obecně používaný výraz pro „příbuzní“) Stuf a Wihtgar u Cerdicesory se třemi loděmi jako posily.
Podle Anglosaské kroniky jsou oba popisováni jako aristokraté s titulem ealdorman, kteří ale převzali vládu nad Gewisy (jak byli Západní Sasové nazýváni do konce 7. století) až v roce 519. Z toho vyplývá, že Cynric nebyl vůdcem z královského rodu a on a jeho otec získali královský titul, až když údajně dobyli srdce budoucího Wessexu.

## Vláda

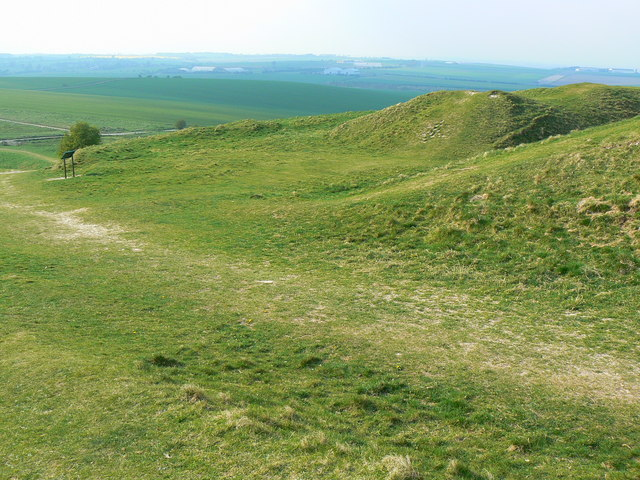
Barbury Castle, hradiště ze 6. století nedaleko Swindonu, v jihozápadní Anglii

Cerdic a Cynric získali královskou korunu v roce 519. Tento rok byl považován za začátek wessexského království.
Bojovali proti Britonům v Cerdicesfordu (moderní Charford v hrabství Hampshire). Další boje proti Britonům následovaly v roce 527 u Cerdicesleagy (místo neznámé), jejichž výsledek není znám. V roce 530 měli králové Cerdic a Cynric dobýt ostrov Wight v bitvě u Wihtgarabyrgu (moderní Carisbrooke Castle). Na ostrově Wight dosadili potom své příbuzné Stufa a Wihtgara jako vládce. Cerdic zemřel v roce 534 a Cynric se stal jeho nástupcem.
Během Cynrikovy vlády prý Sasové pronikli do současného hrabství Wiltshire, kde se setkali se silným odporem, a dobyli Searobyrig (Old Sarum, poblíž Salisbury) v roce 552. V roce 556 Cynric a jeho syn Ceawlin zvítězili v bitvě proti Britonům u Beranburh, nyní ztotožněného s hradištěm Barbury Castle.
Po Cynrikově smrti v roce 560 ho na trůnu následoval jeho syn Ceawlin.
Pokud jsou všechny tyto údaje přesné, potom je nepravděpodobné, že předchozí záznamy v Anglosaské kronice počínaje Cynrikovým příjezdem do Británie spolu s jeho otcem Cerdikem v roce 495 jsou správné. Současný britský historik David Dumville (* 1949) klade skutečnou dobu Cynrikovy vlády do let 554–581. Někteří historici poukazují na to, že Ceawlinův původ a jeho příbuzenský vztah s Cynrikem jsou nejasné a že kronikáři pouze naznačovali, že jsou příbuzní nebo že je Cynrikův syn, aby legitimizovali pozdější wessexský královský rodokmen.

## Etymologie
Staroanglické jméno Cynric má přímý etymologický ekvivalent v moderní angličtině coby „Kin-ruler“, tedy „příbuzný vládce“. Avšak vzhledem k tomu, že někteří vědci považují jména Cynrikova předchůdce Cerdika i jeho nástupce Ceawlina za keltská, byla formulována alternativní etymologie, odvozující jméno Cynric od brythonského „Cunorix“, znamenající „Hound-king“, tedy „Král honicí pes“. Z toho se vyvinul Cinir ve starovelštině, a posléze Kynyr ve středovelštině.
Tyto hypotézy podporuje nález tzv. Wroxeterského kamene, vykopaného v roce 1967, z období římské Británie datovaného do let asi 460–475, s nápisem tradičně čteným coby CUNORIX MACUS MAQVI COLINE, v překladu „Cunorix („Hound-king“, tj. „Král honicí pes“) syn Maqui-Coline („Son-of-Holly“, tj. „Syn cesmíny“).

## Kritika historických pramenů
Primární prameny působí několik neřešitelných problémů. Anglosaská kronika byla napsána téměř 400 let po skutečných událostech a mnoho podrobností, které jsou v ní uvedeny, musí být považováno za vybájené. Možné historické jádro bylo zkresleno ústní tradicí a zobrazeno spíše jako představy 9. století o původu království Wessex než jako historická fakta.
Chronologie je zcela určitě nesprávná a zdá se, že některé události jsou během 19 let uvedeny dvakrát. Kupříkladu vylodění Cerdika a Cynrika v roce 495 a vylodění Stufa a Wihtgara v roce 514 byla interpretována buď jako pozdější chyby při přepisování nebo nedorozumění kvůli velikonočnímu výpočtu římského mnicha Dionysia Exiguua, který seskupoval události do 19letých cyklů. Cerdikovo panování v letech 519–534 se sice shoduje s 16 lety jeho vlády uvedenými v Západosaském genealogickém královském seznamu, ale odchylky mezi Anglosaskou kronikou a jinými královskými seznamy naznačují, že jeho panování je datováno příliš brzy. Současná britská historička Barbara Yorke (* 1951) navrhla alternativní datování Cerdikova a Cynrikova „příchodu“ zhruba na rok 532 a Cynrikova panování na leta 554–581.
Příchod zakladatelského páru s aliteračními jmény a na několika málo lodích se podobá jiným anglosaským mýtům o původu (kupříkladu legendární zakladatelé jutského království Kent Hengest a Horsa) a je součástí indoevropské tradice.
Mýtus dále připomínají toponyma údajně odvozená od jmen osob, kupříkladu jako je Natanleaga (po králi Natanleodovi), které ale s větší pravděpodobností znamená „mokrý les“. Opačný postup, to znamená jména osob pojmenovaných podle stávajících míst, je pravděpodobně správný.
Protichůdná tvrzení o Cynrikově otci (Cerdic nebo Creoda) nemohla být s konečnou platností výzkumem vyřešena. Možným vysvětlením by mohlo být, že Cynrikova nebo Ceawlinova linie nepocházela z Cerdikovců, ale byla až následně spojena se zakladatelem dynastie Cerdikem. Cynric, který byl podle Anglosaské kroniky roku 495 již „dospělý“ a zemřel v roce 560, by v tomto případě dosáhl mimořádného věku nad 80 let. Zdá se tedy, že jeho „raná léta“ patří k legendě a pravděpodobnější coby jeho otec se zdá být Creoda. Za zmínku také stojí údaj, že Cynric vládl s Cerdikem od roku 519, zatímco počítání 26 nebo 27 let jeho vlády začalo až Cerdikovou smrtí roku 534.
Dobytí ostrova Wight je očividně také pozdějším dodatkem, který měl legitimizovat západosaskou expanzi na jih. Cynric nebo nějaký jeho následník pravděpodobně rozšířil svou oblast vlivu na současné hrabství Wiltshire ve druhé polovině 6. století. Tato oblast byla osídlena Anglosasy od 5. století. Bitvy z let 552 (podle Anglosaské kroniky) u Searobyrigu (Old Sarum) a spolu s Ceawlinem v roce 556 (podle Anglosaské kroniky) u Beranburhu (Barbury Castle), obě místa s hradišti z doby železné, nebyly nutně bojovány proti Britonům. Přiřazení archeologických nálezů je spojeno s pochybnostmi, protože Gewisy lze jen těžko odlišit od ostatních soudobých saských skupin. Po Cynrikově smrti ho následoval na trůnu jeho syn Ceawlin.